# 安部智凛
安部 智凛 （あべ ともり、1982年9月21日 - ）は日本の女優。東京都出身。血液型はAB型。身長174cm。特技、趣味は書道、華道、茶道、似顔絵描き
大学在学中からショーモデルの活動を始め、卒業後映画、ドラマに出演している。青山学院大学文学部フランス文学科卒業。旧芸名は安部魔凛碧。通称マリア。若松孝二作品に多く出演。

## 出演作品

### 映画
- 「濡れた赫い糸」（2005年、望月六郎監督）
- 「ベロニカは死ぬことにした」（2006年、堀江慶監督）
- 「フラガール」（2006年、李相日監督）- 蔦谷米子 役
- 「ペルソナ」（2008年、樫原辰郎監督）
- 「実録・連合赤軍 あさま山荘への道程」（2008年、若松孝二監督） - 金子みちよ 役
- 「Waiting for the Sun-天気待ち-」(2008年、奈良橋陽子監督）
- 「ラーメンガール」（2009年、ロバート・アラン・アッカーマン監督）※ハリウッド映画
- 「ドン・ロドリゴが来た道」（2009年、竹藤佳世監督）
- 「特命女子アナ並野容子2 love is over」（2009年、田尻裕司監督）
- 「名前のない女たち」（2010年、佐藤寿保監督）
- 「キャタピラー」（2010年、若松孝二監督）
- 「極道兵器」（2011年、坂口拓・山口雄大監督）
- 「Snowchild」（2012年、Uta Arning監督）※ドイツ映画
- 「11・25自決の日 三島由紀夫と若者たち」（2012年、若松孝二監督）
- 「外事警察 その男に騙されるな」（2012年、堀切園健太郎監督）- 看護師 役
- 「千年の愉楽」（2013年、若松孝二監督）- 初枝 役
- 「ナイトピープル」（2013年、門井肇監督）
- 「女たちの都〜ワッゲンオッゲン〜」（2013年、禱映監督）
- 「ネオン蝶」（2013年、サトウトシキ監督）
- 「WHO IS THAT MAN！」（2013年、沖島勲監督）
- 「熱血硬派くにおくん」（2013年、光石富士朗監督）
- 「華魂」（2014年、佐藤寿保監督）
- 「マリアの乳房」（2014年、瀬々敬久監督）
- 「キャンとスロちゃん」（2014年、宮崎光代監督）
- 「イン・ザ・ヒーロー」（2014年、武正晴監督） - 静子 役
- 「いしゃ先生」（2016年、永江二朗監督）
- 「華魂 幻影」（2016年、佐藤寿保監督）- 西沢 役
- 「塀の中の神様」（2017年、高橋伴明監督）
- 「青春夜話　Amazing place」（2017年12月、切通理作監督） - 山崎先生 役
- 「蠱毒 ミートボールマシン」（2016年、西村喜廣監督）
- 「名前のない女たち～うそつき女～」」（2018年、サトウトシキ監督）
- 「私は絶対許さない」（2018年、和田秀樹監督）
- 「single mom 優しい家族。」（2018年10月、松本和巳監督）
- 「止められるか、俺たちを」（2018年10月、白石和爾監督）
- 「痛くない死に方」（2021年、高橋伴明監督）
- 「五億円のじんせい」（2021年、文晟豪監督）
- 「夜明けまでバス停で」（2022年、高橋伴明監督）
- 「きのう生まれたわけじゃない」（2023年、福間健二監督）[1]

### ドラマ
- 「パセリ」（2007年・KBS他）
- 「BLOODY MONDAY」（2008年・TBS）
- 「ゴーストフレンズ」（2009年・NHK）
- 「TAROの塔」（2011年・NHK）
- 「江〜姫たちの戦国〜」（2011年・NHK）
- 「平清盛」（2012年5月13日・NHK）
- 「梅ちゃん先生」（2012年9月3日・NHK）
- 「実験刑事トトリ2」（2013年10月26日・NHK）
- 「かなたの子」演出：大森立嗣（2013年12月1日・WOWOW）
- 「ロング・グッドバイ」（2014年・NHK）
- 「さよなら私」（2014年・NHK）
- 「レッドクロス〜女たちの赤紙〜」（2015年8月1日・2日、TBS） - 森文子 役
- 「ひよっこ 」（2017年4月14日・NHK）
- 「花へんろ特別編　春子の人形」（2018年8月6日・NHK BSプレミアム）
- アノニマス〜警視庁“指殺人”対策室〜 第5話（2021年2月22日、テレビ東京系）
- 「青天を衝け」（2021年・NHK） - 須磨 役
- 「しあわせな結婚」第2話（2025年7月24日、テレビ朝日） - ネルラの同僚教師 役[2]

### 舞台
- waiting for the sun -天気待ち-　演出奈良橋陽子（2007年）
- すなあそび　作：別役実、演出光石富士朗（2008年）
- 宇宙船トンマホーク号の冒険　作・演出不二稿京（2011年）
- イーハトーボの笛吹き男　作・演出不二稿京（2011年）

### DVD
- ソング・フォー・ラブ Song For Love　監督：亜蘭隅志（2007年）
- デッドクック　監督：佐々木勝己（2016年）

### CM
- au「WALLET」（2014年）

- サロン ド プロ カラーオンリタッチ白髪かくしEX編、リタッチワイドマーカー編（2021年）

### PV
- ポルノグラフィティ「東京デスティニー」（2014年）- ヒロイン